# George Galloway
George Galloway (ur. 16 sierpnia 1954 w Dundee) – brytyjski polityk, od 1987 poseł do Izby Gmin, wiceprzewodniczący antywojennego ruchu Stop the War Coalition.

## Życiorys
Zanim rozpoczął karierę polityczną, pracował w fabryce opon w rodzinnym Dundee. Po raz pierwszy wybrany do Izby Gmin jako kandydat Partii Pracy w 1987 z okręgu Glasgow Hillhead. W wyborach pokonał urzędującego posła Partii Socjaldemokratycznej Roya Jenkinsa. W październiku 2003 został wydalony z Partii Pracy za krytykę wojny w Iraku. W wyborach w 2005 roku został wybrany z Bethnal Green and Bow jako kandydat antywojennej partii Respect - The Unity Coalition.
W marcu 2012 wygrał wybory uzupełniające do Izby Gmin w okręgu Bradford West.